# Delphinium sherriffii
Delphinium sherriffii är en ranunkelväxtart som beskrevs av Philip Alexander Munz. Delphinium sherriffii ingår i släktet storriddarsporrar, och familjen ranunkelväxter. Inga underarter finns listade i Catalogue of Life.